# Youssef Sofiane
Youssef Sofiane est un footballeur algérien né le 8 juillet 1984 à Villefranche-sur-Saône. Il joue au poste d'attaquant.

## Carrière en club
Youssef Sofiane  de footballeur à l'US Jassans, petit club amateur situé dans le département de l'Ain. Quelques années plus tard, il rejoint le voisin du FC Villefranche-Beaujolais, où il reste deux ans avant de partir pour le centre de formation de l'AS Monaco. Mais il se blesse gravement et rejoint donc le centre de formation de l'AJ Auxerre. Très vite, il est régulièrement appelé à porter le maillot de l'équipe de France dans les catégories de jeunes. Il fait partie de la génération championne du monde des 17 ans en 2001, mais bien qu'ayant disputé le championnat d'Europe cette même année, il n'est pas retenu pour ces mondiaux
À l'âge de 17 ans seulement, il prend la direction de l'Angleterre et signe pour le club de West Ham United. Ne s'imposant pas, il apparaît seulement à deux reprises en équipe fanion, dont une en Coupe de la league, et se fait donc successivement prêter au Lille OSC, Notts County et Roda JC, sans jamais réussir à obtenir un statut de titulaire. En janvier 2006, il cherche à s'engager avec le FC Lorient mais un point du règlement français l'en empêche : celui-ci stipule qu'un joueur ne peut pas jouer pour trois clubs dans la même saison. Or, Sofiane a joué un match avec la réserve de West Ham, puis il a été prêté à Coventry. Il effectue un autre essai au Stade lavallois, avant de partir pour la Belgique où cette mesure n'est pas en application et atterrit à RAA Louviéroise, dans un club marqué par de graves difficultés financières. Par la suite, il joue au Sportfreunde Siegen, en troisième division Allemande, lors de la saison 2006-2007. Il ne prend part qu'à six rencontre là-bas. Pour la saison 2007-2008, Youssef Sofiane s'engage avec l'US Lesquin, club nordiste évoluant en Championnat de France amateur. Il joue son premier match sous ses nouvelles couleurs en décembre 2007 à Vitré.
En juin 2008, il rejoint le LOSC pour tenter de se relancer avec la CFA. Pour un déplacement à Valenciennes, Rudi Garcia, l'entraîneur de l'équipe première du LOSC, convoque Youssef Sofiane dans le groupe des 18 Lillois. Cependant, il n'est pas retenu sur la feuille de match. Cette "pré-sélection" récompense tout de même son bon début de saison avec l'équipe réserve, dont il est le meilleur réalisateur.
Il foule enfin à nouveau les pelouses de L1 lors d'une défaite 2-1 des Lillois à Saint-Étienne. Son contrat à Lille ayant pris fin, Sofiane effectue un essai à la Berrichonne de Châteauroux, club de Ligue 2, à partir du 23 juillet 2009, puis d'autres encore à Amiens et Malines. Il s'engage le 27 octobre 2009 avec le RFC Tournai, club de deuxième division belge. Il marque pour son premier match.
Lors de l'été 2010, il signe au MC Alger dans le championnat algérien, où il porte le numéro 14. Il quitte le MC Alger en juillet 2011.

## Statistiques
| Saisons                    | Clubs           | Pays       | Division                 | Matchs | Buts |
| -------------------------- | --------------- | ---------- | ------------------------ | ------ | ---- |
| 1998-2002                  | AJ Auxerre      | France     | Ligue 1                  | 0      | 0    |
| 2002-2003                  | West Ham        | Angleterre | Premier League (D1)      | 0      | 0    |
| 2003-2004 (Janvier)        | West Ham        | Angleterre | Division One (D2)        | 1      | 0    |
| 2004(Janvier)-2004 (Juin)  | Lille OSC       | France     | Ligue 1                  | 3      | 0    |
| 2004 (Septembre-Octobre)   | Notts County    | Angleterre | Division Two (D3)        | 4      | 1    |
| 2005 (Janvier-Février)     | Roda JC         | Pays-Bas   | Division 1               | 3      | 0    |
| 2005-2006 (Janvier)        | Coventry City   | Angleterre | Division One (D2)        | 1      | 0    |
| 2006 (Janvier)-2006 (Juin) | RAA Louviéroise | Belgique   | Division 1               | 8      | 0    |
| 2006-2007                  | Siegen          | Allemagne  | RegionnalLiga (D3)       | 6      | 0    |
| 2007 - 2008                | US Lesquin      | France     | Championnat Amateur(CFA) | 6      | 0    |
| 2008-2009                  | Lille OSC       | France     | CFA                      | 20     | 7    |
| 2008-2009                  | Lille OSC       | France     | L1                       | 1      | 0    |
| 2009 (octobre)-2010        | RFC Tournai     | Belgique   | Division 2               | 20     | 2    |
| 2010-2011                  | MC Alger        | Algérie    | Division 1               | 14     | 2    |
| 2011-2012                  | ES Sétif        | Algérie    | Division 1               | 4      | 0    |

## Palmarès
- Championnat d'Europe des moins de 16 ans
  - Finaliste en 2001